# Breyita
La breyita és un mineral de la classe dels silicats que pertany al grup de la margarosanita. Rep el nom en honor de Gerhard Peter Brey, mineralogista alemany, petròleg i professor de la Universitat Goethe de Frankfurt. És expert en l'estudi d'inclusions minerals en diamants.

## Característiques
La breyita és un silicat de fórmula química Ca₃Si₃O9. Es tracta d'una espècie aprovada per l'Associació Mineralògica Internacional, i publicada per primera vegada el 2021. Cristal·litza en el sistema triclínic. És un polimorf de la pseudowol·lastonita i la wol·lastonita, i isostructural amb la margarosanita i la walstromita.
L'exemplar que va servir per a determinar l'espècie, el que es coneix com a material tipus, es troba conservat a les col·leccions mineralògiques del Museu de Mineralogia del Departament de Geosciències de la Universitat de Pàdua, a Itàlia, amb el número de catàleg: mmp 20371.

## Formació i jaciments
Va ser descoberta al riu São Luis, a Juína (Mato Grosso, Brasil), on es troba com a inclusions en diamants. També ha estat descrita al districte de Kankan, a la regió de Kankan (Guinea). Aquests dos indrets són els únics de tot el planeta on ha estat descrita aquesta espècie mineral.